# Сеппингс, Роберт
Роберт Сеппингс (англ. Robert Seppings, 1767—25 апреля 1840 года) — английский кораблестроитель, впоследствии сюрвейер флота, член Лондонского королевского общества.

## Биография
Роберт Сеппингс родился в 1767 году в семье торговца скотом, жившей в Фейкенхэме, Норфолк. В 1782 году Сеппингс по совету своего дяди, отставного капитана флота, поступил на королевскую верфь в Плимуте учеником к главному корабельному мастеру Хенслоу. В 1797 году Сеппингс, до того последовательно росший в должности, был назначен помощником главного корабельного мастера.
В 1803 году Сеппингс был удостоен золотой медали за усовершенствование докования судов. В следующем году его назначили главным корабельным мастером королевской верфи в Чатеме. Там он разработал сделавшую ему имя усовершенствованную систему набора деревянных судов, внедрение которой позволило, среди прочего, строить значительно более крупные корабли. Кроме того, стараниями Сеппингса стало возможным использовать при строительстве более короткие деревянные детали, набирая из них более длинные, поскольку на тот момент уже ощущалась нехватка длинной корабельной древесины.
В 1813 году вместе с Джозефом Такером назначен сюрвейером флота, находился в этой должности вплоть до отставки в 1832 году. В 1819 году возведён в рыцари. Умер в Тонтоне 25 апреля 1840 года.